# جون فاريس (شاعر)
جون فاريس (بالإنجليزية: John Farris)‏ (1940 - يناير 2016)؛ شاعر وروائي أمريكي.